# USS Monssen (DD-436)
USS Monssen (DD-436) byl americký torpédoborec třídy Gleaves. Postaven byl v letech 1939–1941. Poté se zapojil do bojů druhé světové války. Jeho operační služba však byla jen krátká, neboť byl 13. listopadu 1942 potopen v druhé námořní bitvě u Guadalcanalu.

## Stavba
Monssen byl postaven v letech 1939–1941 v loděnici Puget Sound Navy Yard v Bremertonu ve státu Washington. Kýl lodi byl založen 12. července 1939, dne 15. května 1940 byl trup spuštěn na vodu a 14. března 1941 Monssen vstoupil do aktivní služby.

## Konstrukce
Základní výzbroj tvořilo pět 127mm kanónů v jednodělových věžích, šest 12,7mm kulometů a dva pětihlavňové 533mm torpédomety. Protiponorkovou výzbroj tvořilo šest vrhačů a dvě skluzavky hlubinných pum. Pohonný systém tvořily čtyři kotle Babcock & Wilcox a dvě turbíny Westinghouse. Lodní šrouby byly dva. Dosah byl 6500 námořních mil při 12 uzlech. Nejvyšší rychlost dosahovala 35 uzlů.

## Operační služba
Od června 1941 do března 1942 operoval v rámci Atlantické flotily amerického námořnictva (Destroyer Squadron 11) a podílel se na doprovodu konvojů do Evropy v rámci tzv. Neutrality Patrol. V březnu 1942 pak byl odvelen do Pacifiku, kde byly USA napadeny Japonskem. V dubnu 1942 torpédoborec doprovázel americkou letadlovou loď USS Hornet při Doolittleově náletu. V červnu 1942 byl nasazen v bitvě u Midway.
Osud lodi se naplnil během kampaně za dobytí Guadalcanalu. Monssen byl potopen v listopadu 1942 v druhé námořní bitvě u Guadalcanalu. Při potopení lodi zahynulo 145 členů její posádky a dalších 37 bylo zraněno. Vrak lodi, který byl potápěči objeven v roce 1992, tak leží na dně tzv. průlivu se železným dnem.